# Samuel Ballet
Samuel Leo Beat Ballet (Berna, 12 marzo 2001) è un calciatore svizzero di origini camerunesi, centrocampista o attaccante del Como.

## Carriera

### Club
Cresciuto nel settore giovanile dello Young Boys, esordisce in prima squadra il 16 febbraio 2020, nella partita di campionato persa per 2-1 contro il Lugano, segnando l'unica rete dei giallo-neri.
Il 12 agosto viene ceduto a titolo temporaneo al Wil; nel gennaio del 2021 passa con la stessa formula al Winterthur. Il 14 giugno il prestito viene confermato per un'altra stagione, al termine della quale conquista la promozione in Super League con i biancorossi.
Il 7 luglio 2022 viene acquistato a titolo definitivo, firmando un biennale; il 14 settembre 2023 rinnova fino al 2026 con il club zurighese.
Il 28 gennaio 2024 Ballet viene acquistato a titolo definitivo dal Como, in Serie B, con cui firma un contratto di tre anni e mezzo.
Il 31 agosto 2024, invece, viene ufficialmente ingaggiato dallo Zurigo, in prestito annuale con diritto di riscatto.

### Nazionale
Ha giocato nelle nazionali giovanili svizzere Under-18, Under-19 ed Under-20.

## Statistiche

### Presenze e reti nei club
Statistiche aggiornate al 6 maggio 2024.
| Stagione          | Squadra           | Campionato        | Campionato | Campionato | Coppe nazionali | Coppe nazionali | Coppe nazionali | Coppe continentali | Coppe continentali | Coppe continentali | Altre coppe | Altre coppe | Altre coppe | Totale | Totale | Totale |
| Stagione          | Squadra           | Comp              | Pres       | Reti       | Comp            | Pres            | Reti            | Comp               | Pres               | Reti               | Comp        | Pres        | Reti        | Pres   | Reti   |        |
| ----------------- | ----------------- | ----------------- | ---------- | ---------- | --------------- | --------------- | --------------- | ------------------ | ------------------ | ------------------ | ----------- | ----------- | ----------- | ------ | ------ | ------ |
| 2019-2020         | Young Boys        | SL                | 1          | 1          | CS              | -               | -               | UCL+UEL            | -                  | -                  | -           | -           | -           | 1      | 1      |        |
| 2020-gen. 2021    | Wil               | CL                | 12         | 1          | CS              | 1               | 0               | -                  | -                  | -                  | -           | -           | -           | 13     | 1      |        |
| gen.-giu. 2021    | Winterthur        | CL                | 13         | 3          | CS              | 2               | 0               | -                  | -                  | -                  | -           | -           | -           | 15     | 3      |        |
| 2021-2022         | Winterthur        | CL                | 32         | 5          | CS              | 2               | 2               | -                  | -                  | -                  | -           | -           | -           | 34     | 7      |        |
| 2022-2023         | Winterthur        | SL                | 20         | 1          | CS              | 1               | 1               | -                  | -                  | -                  | -           | -           | -           | 21     | 2      |        |
| 2023-gen. 2024    | Winterthur        | SL                | 17         | 5          | CS              | 2               | 2               | -                  | -                  | -                  | -           | -           | -           | 19     | 7      |        |
| Totale Winterthur | Totale Winterthur | Totale Winterthur | 82         | 14         |                 | 7               | 5               |                    | -                  | -                  |             | -           | -           | 89     | 19     |        |
| gen.-giu. 2024    | Como              | B                 | 3          | 0          | CI              | -               | -               | -                  | -                  | -                  | -           | -           | -           | 3      | 0      |        |
| ago. 2024-2025    | Zurigo            | SL                | 0          | 0          | CS              | 0               | 0               | UECL               | 0                  | 0                  | -           | -           | -           | 0      | 0      |        |
| Totale carriera   | Totale carriera   | Totale carriera   | 98         | 16         |                 | 8               | 5               |                    | -                  | -                  |             | -           | -           | 106    | 21     |        |

## Palmarès

### Club

#### Competizioni nazionali
- 1ª Lega: 1

Young Boys II: 2017-2018
- Challenge League: 1

Winterthur: 2021-2022